# Đông Xuyên, Tiền Hải
Đông Xuyên là một xã thuộc huyện Tiền Hải, tỉnh Thái Bình, Việt Nam.
Xã có diện tích 4,87 km², dân số năm 1999 là 5.797 người, mật độ dân số đạt 1.190 người/km².
Đây là địa phương có dự án Đường cao tốc Ninh Bình – Hải Phòng đi qua.